# Altkirch
Altkirch é uma comuna francesa na região administrativa de Grande Leste, no departamento Alto Reno. Estende-se por uma área de 9,53 km². Em 2010 a comuna tinha 5 830 habitantes (densidade: 611,8 hab./km²).